# Skivum
Skivum es un pueblo danés incluido dentro del municipio de Vesthimmerland, en la región de Jutlandia Septentrional.

## Historia
La localidad surgió alrededor de la iglesia de Skivum construida en las primeras décadas del siglo XIII. En torno a este templo se fueron agrupando las viviendas de los granjeros existentes en sus alrededores.
En 1890 se construyó una primera escuela que fue demolida en 1942 para construir otra de mejor factura y junto a la que se levantó un gimnasio. En 1913 la población quedó conectada a la línea telefónica y en las primeras décadas del siglo XX el pueblo contaba con tienda de ultramarinos, herrería y posada. Posteriormente apareció un taller de automóviles con gasolinera y pasado 1960, otro para instalaciones de radio y televisión.
En las décadas finales del siglo XX e iniciales del XXI estos pequeños negocios fueron desapareciendo y su actividad absorbida por similares instalados en localidades cercanas con más población. Su escuela también fue cerrada y el edificio vendido para ser usado como vivienda. El gimnasio adyacente fue reconvertido en salón de actos, uso al que se le ha añadido –desde 2016– el de albergue para senderistas.

## Geografía
Skivum se sitúa dentro del área central del norte de la península de Jutlandia. Las localidades vecinas son las siguientes:
| Noroeste: Vegger      | Norte: Vegger | Noreste: Veggerby |
| Oeste: Hallund y Ørum |               | Este: Blære       |
| Suroeste: Aars        | Sur: Aars     | Sureste: Sønderup |

Su territorio es mayormente plano con suaves colinas en su parte oriental. Dos ríos lo atraviesan de sur a norte: el Halkær por el oeste y el Sønderup por el este. El uso principal del terreno es la agricultura la cual es explotada mediante buen número de granjas situadas en el campo. La presencia de bosques es minoritaria y estos se localizan junto al citado río Sønderup.

## Comunicaciones

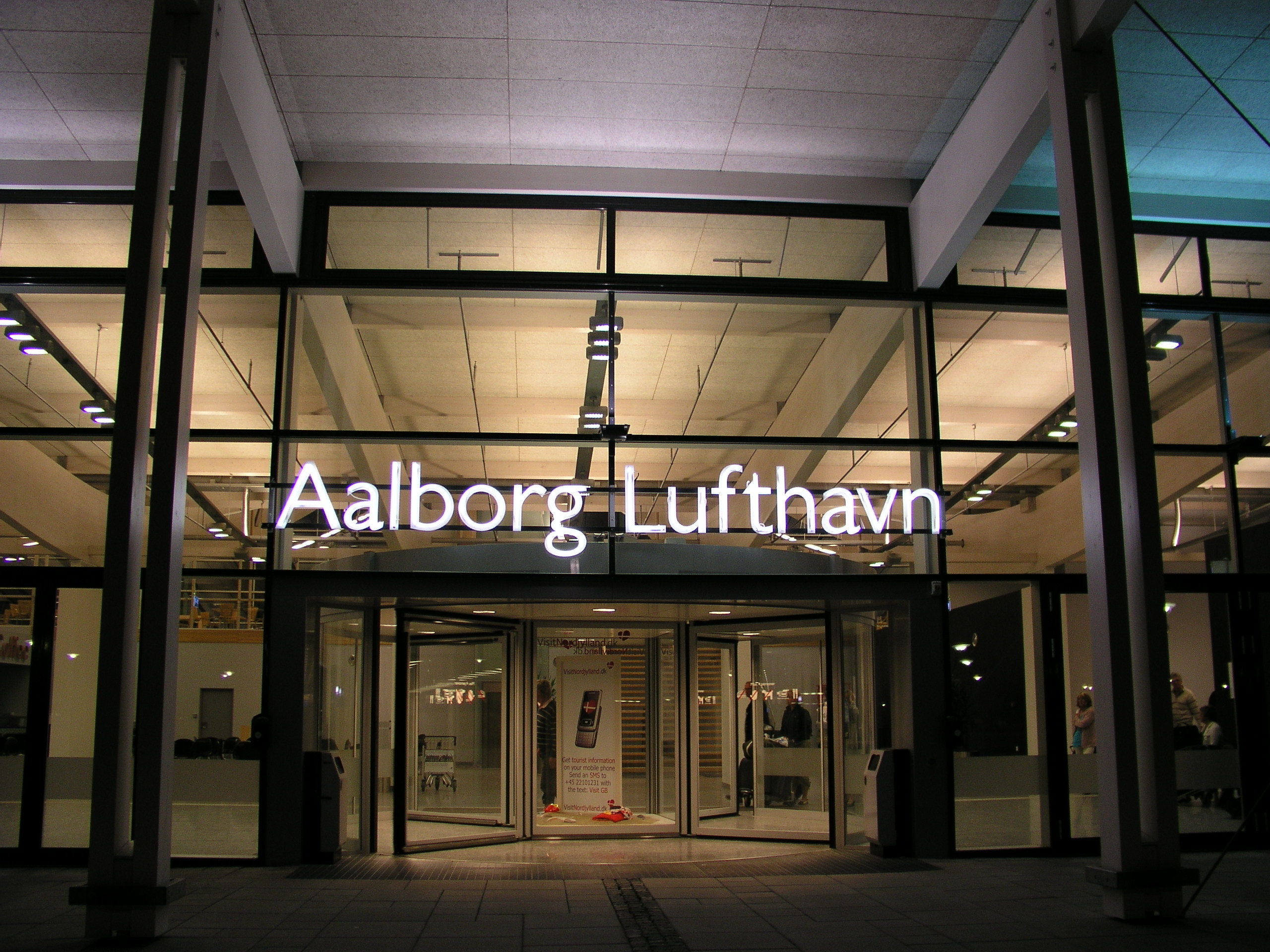
El aeropuerto de Aalborg es el más cercano a la localidad.

Por Skivum no pasa ninguna autopista (motorvej) ni carretera nacional (motortrafikvej). La carretera regional (landevej) n.º 187 transita por su parte norte atravesando la vecina Vegger. Desde esta vía parte la carretera local Skivumvej que atraviesa el casco urbano y continúa hacia el sur con el nombre de Mosbækvej hasta conectar con la regional n.º 535.
En la población tienen parada las siguientes líneas de autobús:
| Líneas de autobuses con parada en Skivum |                                                                |
| Número                                   | Recorrido                                                      |
| 110                                      | Aars – Blære – (Borup) – Vegger – Aars                         |
| 530                                      | Hornum – Blære – Vegger – Astrup – Troelstrup – Blære – Hornum |

No cuenta con conexión ferroviaria. La estación de tren más próxima se encuentra a 19 km en Støvring donde se puede acceder mediante autobús haciendo intercambio en Aars.
El aeropuerto más cercano es el aeropuerto de Aalborg situado a 42 km de distancia por carretera.

## Demografía
La oficina de estadística de Dinmarca no ofrece datos individualizados para una población tan pequeña como Skivum donde viven aproximadamente unas 150 personas.
En cuanto al nivel educativo, el 30 % de la población dentro del municipio de Vesthimmerland, entre 25 y 64, años tenía formación primaria y secundaria; el 47 % formación profesional y el 22 % formación superior.

## Economía y servicios

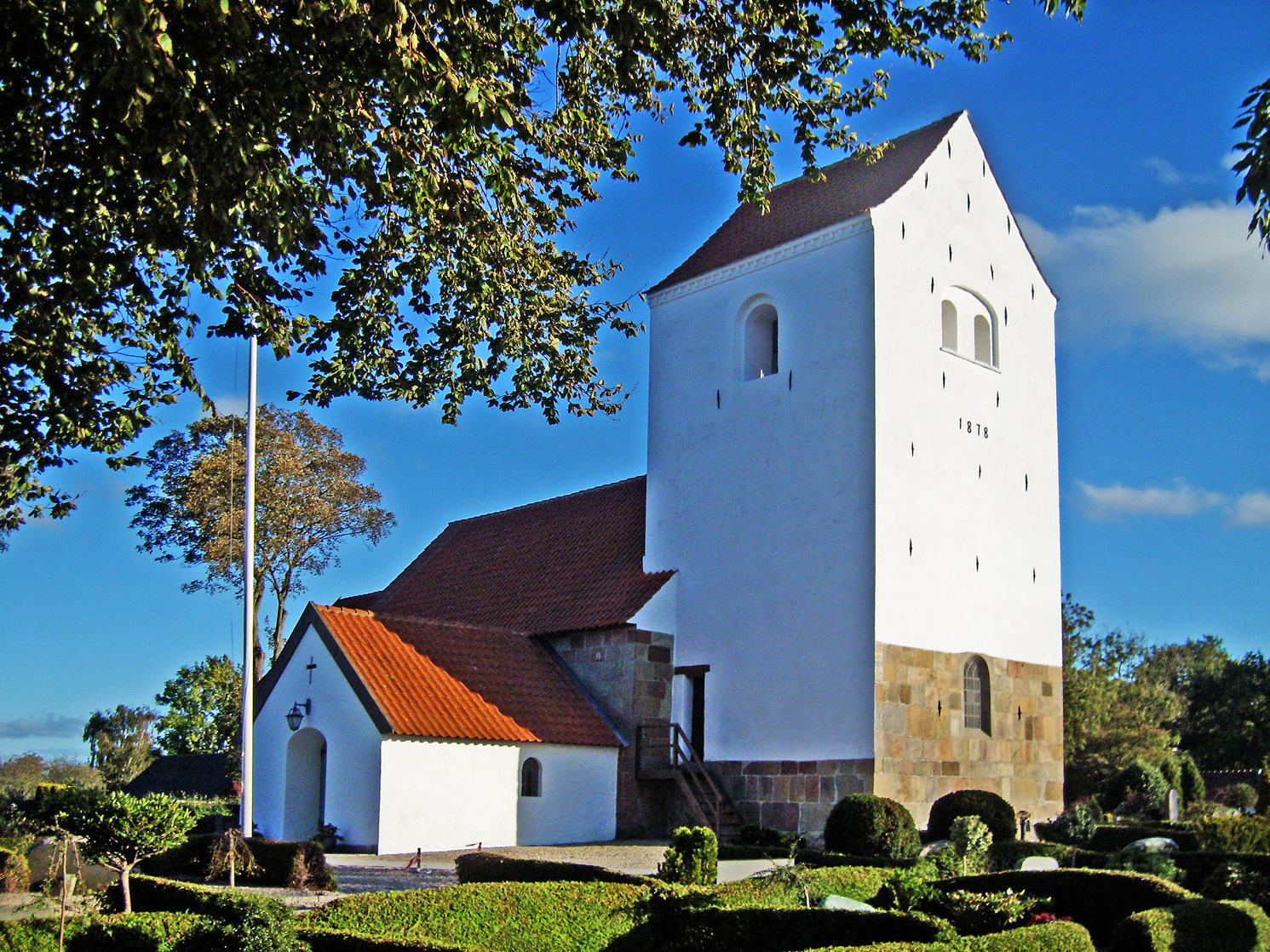
Iglesia en Skivum.

Los ingresos medios por familia dentro del municipio de Vesthimmerland se situaban a finales de 2015 en 218 873 Kr (29 330 Eur) anuales. Estos eran inferiores a los ingresos medios a nivel regional (224 324 Kr) así como un 9 % inferiores al nivel nacional (241 339 Kr). El nivel de desempleo era del 4,3 % para final de 2016. Similar al total regional (4,6 %) y nacional (4,2 %). El sector servicios absorbía la mayor parte del empleo superando el 70 % de los puestos de trabajo.
No existen comercios o establecimientos industriales en Skivum y los más cercanos se encuentran en Vegger situada a 3 km de distancia. Su economía está centrada en una agricultura dedicada mayoritariamente al cereal y explotada mediante granjas aisladas.

## Turismo
La oferta turística de Skivum está centrada en su entorno natural, en concreto, el senderismo. La localidad tiene habilitada la parte superior de su casa comunal como albergue para quienes recorren la ruta denominada Hærvejen que transita desde el norte de la isla de Vendyssel-Thy hasta la frontera con Alemania.